# Daniel Auteuil
Daniel Auteuil (Argel, 24 de enero de 1950) es un actor francés.

## Biografía
Hijo de cantantes de ópera, empezó en la comedia musical, y viajó a París a los 20 años para estudiar arte dramático con François Florent.
Desde finales de los ochenta, su popularidad se disparó, y ha venido siendo, desde entonces, uno de los rostros más frecuentes y más laureados del cine francés, gozando del reconocimiento de la crítica internacional. Siempre en busca de papeles exigentes y complicados, y con una variedad de registros más que notable, una de sus interpretaciones más populares fue la que realizó en Salir del armario (Le placard, en inglés The closet), haciendo del pobre diablo Pignon. En la segunda parte de esta película (El juego de los idiotas, La doublure en su versión original), se mantiene el personaje de Pignon, esta vez en la figura de un aparcacoches interpretado por Gad Elmaleh, mientras que Auteuil interpreta en este caso al adúltero e implacable empresario que ejerce de malvado de la historia (Auteuil se destaca especialmente por sus papeles cómicos haciendo de hombre desalmado). Otros papeles destacados han sido en Usted primero (Après vous), Mi mejor amigo (Mon meilleur ami) y Asuntos Pendientes (36 Quai des Orfevres). 
En cuanto a premios, en 1979, obtiene el premio Gérard-Philipe como mejor actor joven del año; recibió Premio César al Mejor Actor y un Premio BAFTA al Mejor Actor de Reparto por su actuación en "Jean de Florette", y el Premio al Mejor Actor de la European Film Academy por Un corazón de invierno. En 1996 obtuvo el premio de actuación en Cannes, por la cinta Le Huitième Jour (El Octavo Día).
Tiene una hija actriz, Aurore, con Anne Jousset, y otra, Nelly, con Emmanuelle Béart, con quien mantuvo una relación durante 10 años.
Hasta principios de la década de 2000, compartió su vida con la actriz Marianne Denicourt.
En 2003 conoció a la artista corsa Aude Ambroggi, natural de Bonifacio. Se casó con ella el 22 de julio de 2006 en Porto-Vecchio, en presencia del cantante Dave y sus amigos Maxime Le Forestier, Christian Clavier y Élie Semoun como testigos. De esta unión, el 26 de septiembre de 2009, nació su hijo Zachary.

## Filmografía

### Cine

#### Años 1970
- 1974: L'Agression, de Gérard Pirès: El novio de Natacha.
- 1975: Attention les yeux !, de Gérard Pirès: Alex.
- 1977: La Nuit de Saint-Germain-des-Prés, de Bob Swaim: Rémy.
- 1977: Monsieur Papa, de Philippe Monnier: Dédé.
- 1977: L'Amour violé, de Yannick Bellon: Daniel.
- 1978: Les héros n'ont pas froid aux oreilles, de Charles Némès: Jean-Bernard Morel.
- 1979: Rien ne va plus, de Jean-Michel Ribes; personaje suprimido en el montaje.
- 1979: À nous deux, de Claude Lelouch: Un golfo.
- 1979: Bête mais discipliné, de Claude Zidi: Alain.
- 1979: Les Sous-doués de Claude Zidi: Bébel.

#### Años 1980
- 1980: La banquera (La banquiére), película con Romy Schneider dirigida por Francis Girod: Duclaux.
- 1980: Clara et les chics types, de Jacques Monnet: Mickey.
- 1981: Les Hommes préfèrent les grosses, de Jean-Marie Poiré: Jean-Yves.
- 1981: Les Sous-doués en vacances, de Claude Zidi: Bébel.
- 1981: T'empêches tout le monde de dormir, de Gérard Lauzier: Yves.
- 1982: Pour 100 briques t'as plus rien..., de Edouard Molinaro: Sam.
- 1982: Que les gros salaires lèvent le doigt!, de Denys Granier-Deferre: Jean-Baptiste Lumet.
- 1982: L'Indic, de Serge Leroy: Bertrand.
- 1983: P'tit con, de Gérard Lauzier: Jeannot.
- 1983: Les Fauves, de Jean-Louis Daniel: Christopher 'Berg' Bergham.
- 1984: L'Arbalète, de Sergio Gobbi: el inspector Vincent.
- 1984: Palace, de Édouard Molinaro: Lucien Morland.
- 1984: L'Amour en douce de Édouard Molinaro: Marc Delmas.
- 1986: Jean de Florette, adaptación cinematográfica de la novela de Marcel Pagnol dirigida por Claude Berri: Ugolin.
- 1986: Manon des sources, adaptación cinematográfica de la novela de Marcel Pagnol dirigida por Claude Berri: Ugolin.
- 1986: Le Paltoquet, de Michel Deville: el Periodista.
- 1987: Quelques jours avec moi, de Claude Sautet: Martial Pasquier.
- 1988: Mama hay un hombre blanco en tu cama, de Coline Serreau: Romuald Blindet.

#### Años 1990
- 1990: Lacenaire, de Francis Girod: Pierre-François Lacenaire.
- 1991: Ma vie est un enfer, de Josiane Balasko: Abargadon.
- 1991: Un cœur en hiver, de Claude Sautet: Stéphane.
- 1992: Ma saison préférée, de André Téchiné: Antoine.
- 1993: La Reina Margot, de Patrice Chéreau: Enrique de Navarra.
- 1994: La separación, de Christian Vincent: Pierre.
- 1995: Une femme française, de Régis Wargnier: Louis.
- 1995: Les Cent et une nuits de Simon Cinéma, de Agnès Varda: no es una actuación de Daniel Auteuil, sino que se le ve en el Festival de Cannes.
- 1995: Les Voleurs de André Téchiné: Alex.
- 1995: Passage à l'acte, de Francis Girod: Antoine Rivière.
- 1996: El octavo día, de Jaco Van Dormael: Harry.
- 1996: Lucie Aubrac, sobre el personaje histórico, dirigida por Claude Berri: Raymond.
- 1996: Sostiene Pereira, adaptación cinematográfica de la novela Sostiene Pereira de Antonio Tabucchi dirigida por Roberto Faenza: el Dr. Cardoso.
- 1997: El jorobado, adaptación cinematográfica de la novela homónima de Paul Féval padre dirigida por Philippe de Broca: Lagardère / El jorobado.
- 1998 : Mauvaise Passe, de Michel Blanc: Pierre.
- 1998: La chica del puente, de Patrice Leconte: Gabor.
- 1999: The Lost Son, de Chris Menges: Xavier Lombard.
- 1999: La viuda de Saint-Pierre, de Patrice Leconte: Jean.
- 1999: Salir del armario, de Francis Veber: François Pignon.

#### Años 2000
- 2000: Sade, de Benoît Jacquot: el Marqués de Sade.
- 2001: Vajont - La diga del disonore, de Renzo Martinelli: Alberico Biadene.
- 2002: El adversario, de Nicole Garcia: Jean-Marc Faure.
- 2003: Pequeñas heridas, de Pascal Bonitzer: Bruno.
- 2003: Rencontre avec le dragon, de Hélène Angel: Guillaume de Montauban, llamado el Dragón Rojo.
- 2003: Usted primero, de Pierre Salvadori: Antoine Letoux.
- 2004: Nos amis les flics, de Bob Swaim: Toussaint.
- 2004: Asuntos pendientes , de Olivier Marchal: Léo Vrinks.
- 2004: Sotto falso nome, de Roberto Ando: Daniel.
- 2005: L'un reste, l'autre part, de Claude Berri: Daniel.
- 2005: Caché, de Michael Haneke: Georges Laurent.
- 2005: Pintar o hacer el amor, de Arnaud y Jean-Marie Larrieu: William Lasserre.
- 2006: El juego de los idiotas, de Francis Veber: Pierre Levasseur.
- 2006: L'entente cordiale, de Vincent de Brus: Jean-Pierre Moindrau.
- 2006: Mi mejor amigo, de Patrice Leconte: François Coste.
- 2006: N. Napoleón y yo (Napoléon (et moi)), de Paolo Virzì: Napoléon Bonaparte.
- 2007: L'invité, adaptación cinematográfica de la obra del mismo nombre de David Pharao dirigida por Laurent Bouhnik: Gérard.
- 2007: Conversaciones con mi jardinero (Dialogue avec mon jardinier) de Jean Becker: El pintor Dupinceau.
- 2007: Le Deuxième Souffle, de Alain Corneau: Gustave 'Gu' Minda.
- 2008: MR 73, de Olivier Marchal: Schneider.
- 2008: 15 ans et demi, de Thomas Sorriaux y François Desagnat: Philippe Le Tallec.
- 2008: La Personne aux deux personnes, de Nicolas & Bruno: Jean-Christian Ranu.
- 2009: Je l'aimais, de Zabou Breitman: Pierre.

#### Años 2010
- 2010: Un homme très recherché, de Isabelle Mergault: Constant.
- 2011: La mer à boire, de Jacques Maillot
- 2011: La fille du puisatier, de Daniel Auteuil
- 2012: Le guetteur, de Michele Placido
- 2013: Avant l'hiver, de Philippe Claudel
- 2013: Marius, de Daniel Auteuil : César Olivier
- 2013: Fanny, de Daniel Auteuil : César Olivier
- 2014: César, de Daniel Auteuil : César Olivier
- 2015: Entre amigos, de Olivier Baroux
- 2018: Enamorado de mi mujer, de Daniel Auteuilhttps://es.m.wikipedia.org/wiki/Enamorado_de_mi_mujer
- 2019: La Belle Époque, de Nicolas Bedos

#### Años 2020
- 2021:	Adieu Monsieur Haffmann  de Fred Cavayé

### Televisión
- 1974: Les Fargeot, de Patrick Saglio.
- 1976: Les Mystères de Loudun, de Gérard Vergez.
- 1977: L'Enlèvement du régent - Le chevalier d'Harmental, de Gérard Vergez.
- 1977: L'Affaire des poisons, de Gérard Vergez.
- 1977: Rendez-vous en noir, de Claude Grinberg.
- 1980: Au théâtre ce soir : Bataille de dames, de Scribe y Ernest Legouvé, puesta en escena por Robert Manuel y dirigida por Pierre Sabbagh.
- 1981: S.A.R.L. ou société amoureuse à responsabilité limitée, de Christian-Jaque.
- 1981: Le Calvaire d'un jeune homme impeccable, de Victor Vicas.
- 1982: Emmenez-moi au théâtre: Apprends-moi Céline, de Alain Boudet.
- 2002: Un jour dans la vie du cinéma français (documental).

## Teatro
- 1970: Early morning, de Edward Bond, puesta en escena por Georges Wilson; Festival de Aviñón, Teatro Nacional Popular, Théâtre National de Chaillot.
- 1972: Godspell, de John Michael Tebelak, puesta en escena por Nina Faso; Teatro de la Porte Saint-Martin.
- 1974: Le Premier, de Israël Horovitz, puesta en escena por Michel Fagadau; Théâtre de Poche Montparnasse.
- 1975: La Caverne d'Adullam, de Jean-Jacques Varoujan, puesta en escena por Étienne Bierry, Théâtre de Poche Montparnasse
- 1976: Apprends-moi Céline de Maria Pacôme, puesta en escena por Gérard Vergez; Théâtre des Nouveautés.
- 1976: Charlie Brown, sobre el personaje homónimo de Charles M. Schulz; Théâtre de la Gaîté-Montparnasse.
- 1978: Les Chemins de fer; Théâtre de la Ville - Sarah Bernhardt.
- 1979: Coup de chapeau, de Bernard Slade, puesta en escena por Pierre Mondy; Théâtre de la Michodière.
- 1980: Le Garçon d'appartement, de Gérard Lauzier, puesta en escena por Daniel Auteuil; Théâtre Marigny.
- 1986: L'Amuse gueule, de Gérard Lauzier, puesta en escena por Pierre Mondy; Théâtre du Palais-Royal.
- 1988: La Double Inconstance, de Marivaux, puesta en escena por Bernard Murat; Théâtre de l'Atelier, Festival d'Anjou.
- 1989: Le Palais de crystal, de André Gunthert; puesta en escena de André Gunthert; Théâtre de Nice.
- 1990: Los enredos de Scapin (Les Fourberies de Scapin), de Molière, puesta en escena por Jean-Pierre Vincent; Festival de Aviñón, Théâtre Nanterre-Amandiers.
- 1992: Un homme pressé, de Bernard Chartreux, puesta en escena por Jean-Pierre Vincent; Théâtre Nanterre-Amandiers.
- 1993: Woyzeck de Georg Büchner, puesta en escena por Jean-Pierre Vincent; Théâtre de Nimes, Théâtre du Rond-Point.
- 1999: La Chambre bleue, de Arthur Schnitzler, puesta en escena por Bernard Murat; Théâtre Antoine-Simone Berriau.
- 2003: Il a fait l'idiot à la chapelle, de Daniel Auteuil, puesta en escena por él mismo; lectura; Théâtre Marigny.
- 2008: La escuela de las mujeres (L'École des femmes), de Molière, puesta en escena por Jean-Pierre Vincent; Théâtre de l'Odéon, y en gira en enero y febrero del 2009: Grenoble, Atenas, Roma, Londres, Namur, Bruselas...

## Distinciones

### En el cine
- 1987: César al mejor actor por Jean de Florette
- 1989: candidato al César al mejor actor por Quelques jours avec moi.
- 1991: candidato al César al mejor actor por Lacenaire.
- 1993: candidato al César al mejor actor por Un cœur en hiver.
- 1994: candidato al César al mejor actor por Ma saison préférée.
- 1995: candidato al César al mejor actor por La Séparation.
- 1997: candidato al César al mejor actor por Le Huitième Jour.
- 1998: candidato al César al mejor actor por El jorobado (Le Bossu).
- 2000: César al mejor actor por La chica del puente (La Fille sur le pont).
- 2003: candidato al César al mejor actor por L'Adversaire.
- 2004: candidato al César al mejor actor por Usted primero (Après vous).
- 2005: candidato al César al mejor actor por 36 quai des orfèvres.
- 1987: BAFTA al mejor actor secundario por Jean de Florette.
- 1996:  Premio al mejor actor del Festival de Cannes por Le Huitième Jour.
- 2004: premios Estrella de Oro:
  - al mejor actor por Usted primero (Après vous), de Pierre Salvadori.
  - al mejor actor por Petites Coupures, de Pascal Bonitzer.
- 1993: Premio del Cine Europeo al mejor actor: por Un cœur en hiver.
- 2005: Premio del Cine Europeo al mejor actor por Caché, de Michael Haneke.

### En el teatro
- 1979: Premio Gérard Philipe por Coup de chapeau.
- 1988: candidato al Premio Molière al mejor actor por La Double Inconstance.
- 1991: candidato al Premio Molière al mejor actor por Los enredos de Scapin (Les Fourberies de Scapin).

## Premios y distinciones
Festival Internacional de Cine de Cannes
| Año  | Categoría   | Película         | Resultado |
| ---- | ----------- | ---------------- | --------- |
| 1996 | Mejor Actor | Le huitième jour | Ganador   |